# HD27749
HD27749 — хімічно пекулярна зоря спектрального класу A1, що має видиму зоряну величину в смузі V приблизно 5,6.
Вона знаходиться у сузір'ї Телець й розташована на відстані близько 154,1 світлових років від Сонця.

## Фізичні характеристики
Зоря HD27749 обертається 
порівняно повільно 
навколо своєї осі. Проєкція її екваторіальної швидкості на промінь зору становить Vsin(i)= 23км/сек.